# Skovgaarde
 "Skovgårde" omdirigeres hertil. For andre betydninger af Skovgårde, se Skovgårde (flertydig).
Skovgaarde er en gammel hovedgård, som nævnes første gang i 1466. Skovgaarde ligger i Søby Sogn, Båg Herred, Assens Kommune. Hovedbygningen er opført i 1721 og ombygget 1863.
Skovgaarde Gods er på 245,9 hektar med Ellegården, Bomosegård og Klintegården

## Ejere af Skovgaarde
- (1466-1482) Verner Pedersen Pil
- (1482-1512) Otto Johansen Skinkel
- (1512-1525) Laurids Pedersen Norby
- (1525-1570) Oluf Lauridsen Norby
- (1570-1585) Maren Henriksdatter Sandberg gift Norby
- (1585-1594) Henrik Olufsen Norby
- (1594-1599) Margrethe Johansdatter Brockenhuus gift Norby
- (1599-1601) Magdalene Olufsdatter Norby gift Munk
- (1601-1610) Oluf Pedersen Norby
- (1610-1639) Oluf Pedersen Norby / Bendix Pedersen Norby
- (1639-1641) Bendix Pedersen Norby
- (1641) Jørgen Brahe
- (1641-1660) Karen Bille / Hilleborg Bille
- (1660-1670) Jørgen Hartvigsen
- (1670) Bendix Hartvigsen
- (1670-1671) Kirsten Wenzelsdatter Roth Kirck gift (1) Hartvigsen (2) Steensen
- (1671-1701) Erik Steensen
- (1701-1706) Kirsten Wenzelsdatter Roth Kirck gift (1) Hartvigsen (2) Steensen
- (1706-1708) Slægten Steensen
- (1708) Barbara Christine Eriksdatter Steensen gift Holck
- (1708-1712) Mogens Holck
- (1712-1755) Barbara Christine Eriksdatter Steensen gift Holck
- (1755-1771) Christian Rantzau
- (1771-1822) Frederik Siegfried Rantzau
- (1822-1829) Erhard Rantzau
- (1829-1846) Frederik Sigfred Rantzau
- (1846-1904) August Frederik Rantzau
- (1904-1906) Cai Rantzau
- (1906-1922) Carl Frederik Rantzau
- (1922-1924) August Kjær
- (1924-1965) Niels Hansen Christoffersen
- (1965-1980) E. Hauch Fenger
- (1980-1995) Mogens Hauch Fenger
- (1995-1998) H. P. Egeskov / E. M. Egeskov
- (1998-) Jette Hempel-Hansen / Jens Hempel-Hansen